# Luisenstädtischer Kirchpark

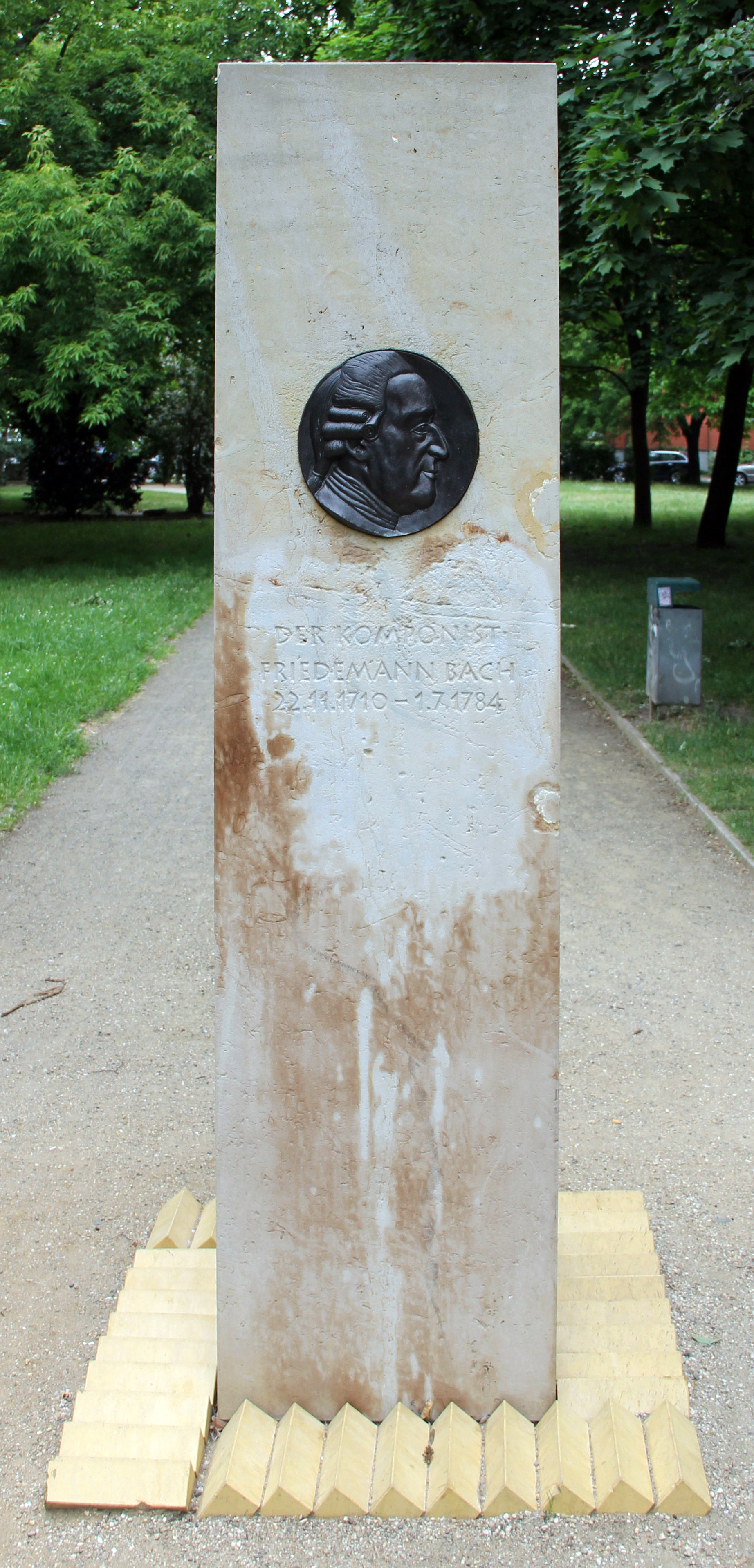
Gedenkstele für Wilhelm Friedemann Bach im Park

Der Luisenstädtische Kirchpark liegt im Berliner Ortsteil Mitte an der Alten Jakobstraße/Sebastianstraße. Er ist nach der Luisenstadt-Kirche benannt, die bis 1964 hier stand.

## Geschichte

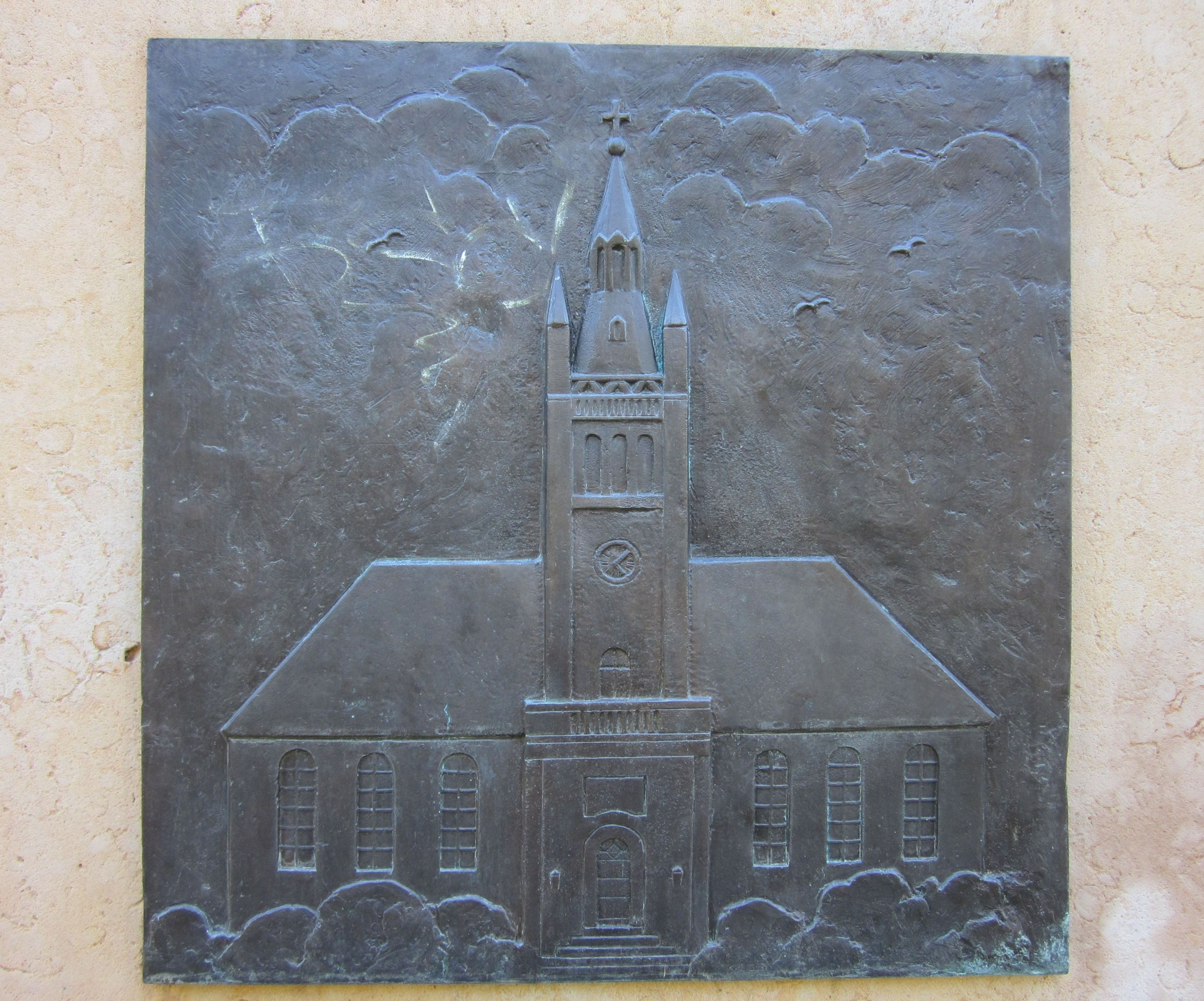
Reliefdarstellung der Kirche auf einer Informationsstele im Park

Ersten Überlieferungen nach befand sich hier in der Cöllnischen Vorstadt bereits 1695 eine einfache Holzkirche, die Sebastiankirche. Sie wurde um 1750 durch eine Steinkirche ersetzt und später um einen Turm erweitert. Mit der Umbenennung des Köpenicker Viertels in Luisenstadt zu Ehren der Gemahlin Luise des Königs Friedrich Wilhelm III. wurde auch die Kirche in Luisenstadt-Kirche umbenannt. Auf dem Friedhof wurden in den folgenden Jahren unter anderem drei Persönlichkeiten begraben: der preußische Jurist und Justizreformer Carl Gottlieb Svarez, der deutsche Komponist aus der Familie Bach, Wilhelm Friedemann Bach sowie der deutsche Schriftsteller Christoph Friedrich Nicolai. 1831 schloss man den Friedhof und das Gelände diente den Anwohnern als Erholungspark.
Bei einem Bombenangriff am 3. Februar 1945 im Zweiten Weltkrieg wurde die Kirche zerstört. Über 50 Menschen, die im Keller der Kirche Schutz gesucht hatten, verloren dabei ihr Leben. Beim Bau der Mauer wurde die Ruine gesprengt, da sie zu nah am Grenzstreifen lag.

## Neugestaltung
Nach der Wiedervereinigung bemühte sich der Bürgerverein Luisenstadt e. V. um eine Neugestaltung des Geländes. Nach einer Anwohnerbefragung sollte das Gelände genutzt werden, um an die Kirche sowie die Opfer zu erinnern, die bei dem Bombenangriff getötet wurden. Daneben wollte man aber auch an Svarez, Bach und Nicolai erinnern, deren Gräber nach der Sprengung der Kirche eingeebnet wurden. Der Bildhauer Nikolaus Bode entwarf 1997 eine Stele, die diese Anforderungen erfüllte. Dennoch sollte es noch fünf Jahre dauern, bis die Stele am 7. September 2002 zum Tag des offenen Denkmals enthüllt wurde. 2001 wurden die ersten Parkwege gestaltet. Mittels einer Heckenbepflanzung bildete man die Umrisse der ehemaligen Kirche nach. Ein Jahr später konnten die Arbeiten durch ein Ausbildungsprojekt des Straßen- und Grünflächenamtes abgeschlossen werden. Der Bürgerverein konnte erreichen, dass die Stele sowie die Fundamente der Kirche in die Denkmalliste des Landesdenkmalamtes Berlins eingetragen wurden.